# Суп из авокадо
Суп из авокадо — суп с авокадо в качестве основного ингредиента. Суп очень распространён на родине авокадо, в Мексике, но его также готовят везде, где культивируется или продаётся авокадо.
Его можно приготовить и подавать как холодный или горячий суп.
Ингредиенты, используемые при его приготовлении, помимо спелых авокадо, могут включать молоко, сливки или пахту, суп или бульон, воду, сок лайма, лимонный сок, соль, перец и даже текилу. Также в суп кладут лук, лук-шалот, чеснок, острый соус, кинзу, красный перец, кайенский перец и тмин, фасоль, огурец, а для разбавления супа можно использовать воду.

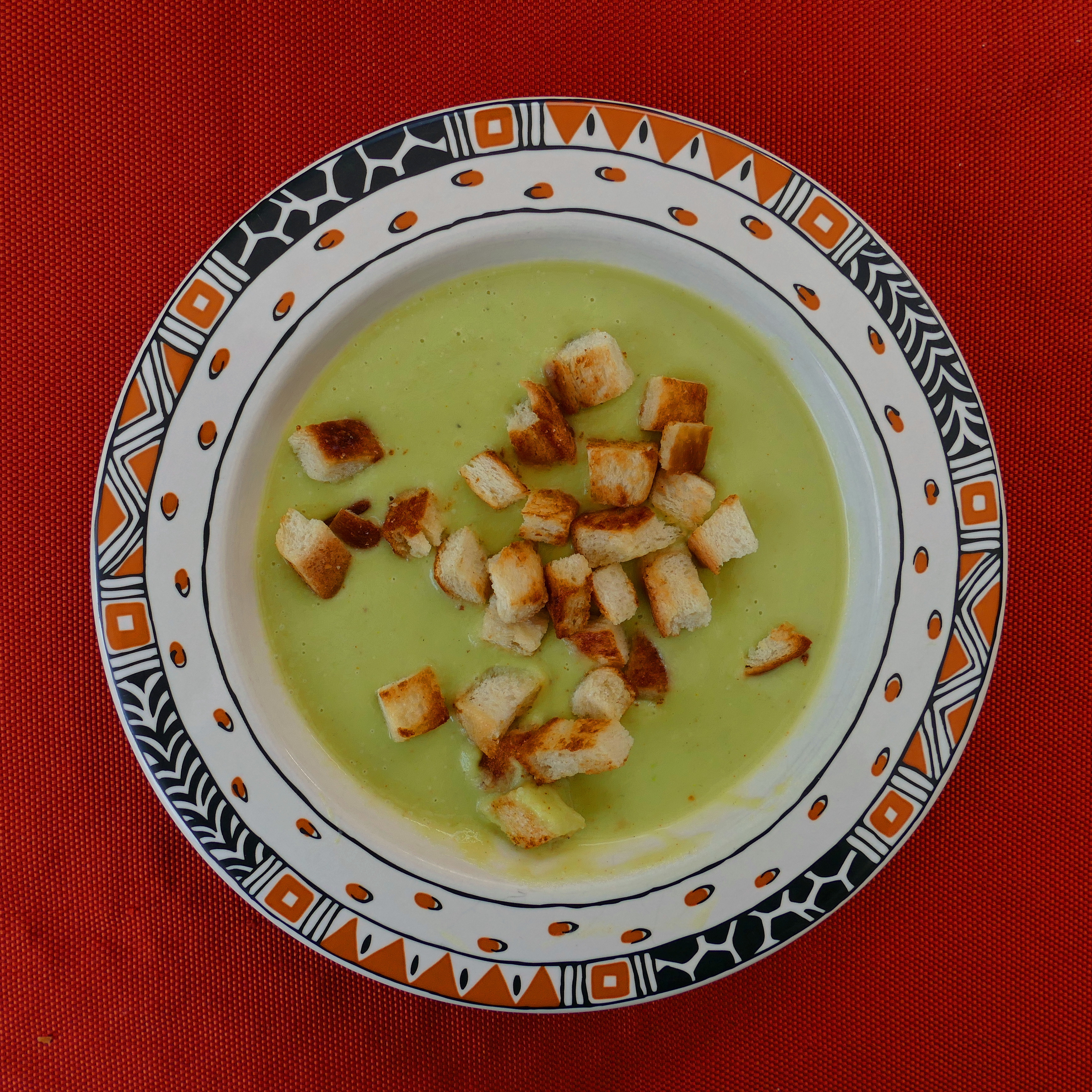
Суп из авокадо на овощном бульоне, из картофеля, лука, чеснока, с гренками

Суп из авокадо можно приготовить в виде супа-пюре, или подавать авокадо в супе нарезанным ломтиками или кубиками. Дополнительно суп может включать нарезанный лайм, сметану, зелёный лук, сальсу фреска, крабовое мясо, креветки. Суп из авокадо может быть вегетарианским блюдом, если же используется мясо, то обычно это курятина.
Цвет супа из авокадо может измениться со временем, потому что окисление приводит к коричневому цвету авокадо, но это не влияет на вкус супа.